# Натха
Натха (деванаґарі नाथ, Nātha IAST) або Натх-йогі — ім'я Шиви, якого в Індії називають також Адінатх, в перекладі з санскриту це слово означає «владика» або «майстер». Тих, хто шанують в Індії Шиву Адінатха, називають натхами.
Натхи вважаються засновниками традиції йогинів, що практикують кая-садхану, метод досягнення фізичного безсмертя і звільнення (мукті або мокші). Саме від натхів пішла відома нині «хатха-йога» (проте первинна хатха-йога має дуже мало спільного з сучасним йога-фітнесом, будь-то в «традиційній» його формі або відверто західній). В Індії традиція натхів остаточно сформувалася з VII по XII ст. н. е., її засновником часто вважається Горакшанатх.

## Традиція натхів
Горакшанатха в Індії вважають Шивою, заступником всіх йогинів. Він же заснував орден канпхатів або даршані. Члени цього ордену прорізають центр своїх вух при отриманні вищої посвяти, і вставляють у цей отвір великі сережки даршані, або кундали, які пов'язані з енергіями сонця і місяця, які циркулюють у тонкому тілі. При рівновазі цих токів, йогін досягає досконалості тіла — кая-сіддхи.
Самі натхи вважають, що Горакшанатх являвся в усі світові епохи — чотири юги. Згідно переказам, Горакшанатх досяг фізичного безсмертя. Також Горакшанатх відомий як великий алхімік.
У культі натхів існують дванадцять розгалужень — пантхів, які поширилися по всій Індії, зустрічаються в Непалі, Тибеті, Бангладеші, а також в Афганістані, Пакистані, і Шрі-Ланці. Ці підрозділи дотримуються різного підходу в практиці йоги і тантри. Традиція славиться майстрами, які досягли надприродних здібностей, найбільш відомі 84 натха-йогіна, а дев'ять з них, Нава-натха, розглядаються як форми різних індуїстських богів,а саме: Адінатха — Джйоті-Сварупа, Матсьєндранатх — Матсья-Сварупа, Горакшанатх — Шива, Гаджакантхарнатх — Ґанеша, Чаурангінатх — Чандра, Сантошнатх — Вішну, Сатьянатх — Брахма, Удаянатх — Парваті, Ачалачамбхенатх — Ананташеша.
Послідовники Горакшанатха і їхні храми в більшості своїй знаходяться на півночі Індії. Прихильників культу натхів можна легко розпізнати по великим сережкам, вставленим в центр вушних раковин,  а також по ритуальному свистку Наді, який вони носять на чорній вовняній нитці джанеу. Ці атрибути передаються посвяченим учням - йогінам, що вступили в орден натхів. При зустрічі адепти вимовляють слово «Адеш», яке означає визнання один в одному божественного прояву.

## Тексти натхів
Натхи залишили безцінну спадщину у вигляді авторитетних праць як на санскриті, так і на різних місцевих діалектах. Крім текстів на древньому санскриті, присвячених принципам і практиці йоги, які натхи приймають як авторитетні свідоцтва, сам Горакшанатх, як припускають, був автором великої кількості трактатів, важливих для тих, хто вивчає йогічну дисципліну. Вчителі, які жили після Горакхнатха, також внесли свій вклад у письмову спадщину натхів.
Горакшанатха вважають автором таких текстів, як: «Горакша-самхіта», «Горакша-шатака», «Горакша-паддхаті», «Сіддха-сіддханта паддхаті», «Вівека-мартанда», «Йога-мартанда», «Йога-Чінтамані», «Джняна-амріта», «Аманаска», «Атмабодха», «Горакша-сахасранама», «Йога-біджа», «Йога-сіддханта-паддхаті», «Амараугха-прабодха», «Горакша-піштіка», «Горакша-Гіта», «Горакша-вача-санграха», «Горакша-упанішада», «Аманаска-йога», «Хатха-йога» та ін.
Матсьєндранатхові приписується авторство наступних праць: «Матсьєндра-самхіта», «Акулавіра-тантра», «Йогавішая», «Каула-джняна-нірная», «Джняна-каріка», «Кулананда-тантра».
Багато інших праць базуються на вченні Горакшанатха: «Свара-тантра», «Горакша-пурана», «Джняна-санкаліні», «Йога-Махіма», «Горакша-тантра», «Адінатха-самхіта», «Кальпадрума-тантра», «Шабар-Чінтамані», «Вівека-дарпана», «Натха-сутра» та ін.[16] При цьому важко точно встановити, хто був автором.
Деякі тексти натхів, такі як Хатха-йога-прадипіка, Гхеранда-самхіта, Шива-самхіта, Горакша-шатака і ін. зараз прийняті як найбільш відомі традиційні тексти з йогічної практики, вони популярні в усьому світі.

## Система посвят у Натха-сампрадаї
Всього в Традиції Натхів існує п'ять посвят, однак у натхів вони не розглядаються як якісь певні техніки йоги, а скоріше як санскари (процеси духовного очищення). Під час посвяти видаються певні атрибути або інструменти; їх учень повинен носити або використовувати в повсякденному житті, яке не роздільне з практикою.
Перша посвята пов'язана з отриманням чорної нитки «джанеу»  і ритуального свистка «Наді». Свисток - це символ звуку, що творить всесвіт Шабда-брахман, який є основою всіх мантр, нитка - символ енергетичних каналів Наді: іди, пінгали, сушумни та інших 72000 каналів тонкого тіла. Священна нитка джанеу є аналогом яджнопавіти в брахманскому культі, де священна нитка використовується в багатьох обрядах, тільки у натхів вона сильно відрізняється і використовується інакше. За допомогою Наді-джанеу йогін здійснює натхівску Гуру-пуджу різним Гуру  або Божествам. Натхів, які отримали цю посвяту, називають аугхарами. Ця дікша носить назву «чоті», що означає мала або коротка, і це пов'язано з тим, що, по-перше, дікша символізує початкову посвяту в санньясу, а по-друге, при посвяченні йогіну зістригають волосся повністю або залишають їх короткими (це символізує залишення минулої карми).
Під час другої посвяти натхові прорізають центри вушних раковин і вставляють туди сережки «кундали». Ця посвята називається «чіра-дікша» і вважається найвищою, вона означає пурна (повну) санньясу. Йогіна, що пройшов через обряд чіра-дікши, називають даршані або канпхат, він отримує статус Гуру і Махараджа в традиції. Прорізання вух означає відкриття особливих каналів, пов'язаних з місячним і сонячним струмами в тілі, які здатні об'єднуватися і пробуджувати Кундаліні. Обряд чіра-дікши зазвичай проходить близько 40 днів, під час яких йогін здійснює певний тапас: він весь час читає мантру, практично не спить, харчується спеціальною їжею (суміш борошна, води і масла гхі), весь час залишається на одному місці, не спілкується ні з ким, крім свого Гуру, який за ним доглядає.
Третя посвята називається упадеши-дікша, вона сходить до Махасіддха Матсьєндранатха та історії про те, як він підслухав повчання (упадеши) Шиви, коли той передавав його Парваті, після чого Парваті розлютилася і прокляла Матсьєндранатха, сказавши йому про те, що прокляття можна нейтралізувати тільки через поклоніння їй. Таким чином, посвята в поклоніння Богині в Натха-сампрадаї називається упадеши-дікша, або шанкхадхал - інша її назва. Шанкхадхал - означає «возливання з шанкхи», коли в процесі ритуалу натха-йогіни закликають душу померлого (раніше посвяченого). Зазвичай душу закликають з місця поховання йогіна, з метою допомоги йому звільнитися від решти санскар в його душі, тяги до Майї (сансари). Як правило, закликають не всі душі, а лише тих йогинів, які незважаючи на практику за життя, все ж таки не досягли остаточного звільнення від сансари. Сам ритуал є секретним, через те, що у ньому багато чого запозичено з культів Каулів, капаліків і інших тантричних культів йогинів, до яких належав Махасіддха Матсьєндранатх. У цьому ритуалі призивається Богиня Йогамайя Баласундарі, і оскільки вона є причиною того, що всі живі істоти обумовлені Майєю, її шанують особливим чином, щоб по її милості всі у Натха-сампрадаї, а саме, учасники ритуалу, процвітали в звільненні від Майї. Майя, таким чином, з ілюзії перетворюється для йогіна у джерело звільнення.
Дві посвяти, що залишилися, називаються бхабхут- і лангот- санскари, їх отримують тільки ті, хто має намір практикувати тапас. Бхабхут - означає «священний попіл», який також називають вібхуті або бхасма. Цей попіл змішують з молоком, додають різні інгредієнти типу камфори та ін., І, коли він приготований, йогін вчиться наносити його на своє тіло. Так як багато аскетів практикують в печерах, в лісі, в місцях, віддалених від звичайного соціуму, то бхабхут служить непоганим засобом захисту шкіри від зараження та ін. Однак бхабхут має й інше значення, він символізує пустоту (шунья), що виникає після того, як Шива руйнує весь Всесвіт. Йогіни, які отримують таку дікшу, зазвичай покривають своє тіло попелом вранці і ввечері, вони сидять на асані (місці сидіння), що зроблена з попелу, і ніколи не сидять на стільцях, не сплять на ліжках, а тільки на землі. Є багато інших значень, пов'язаних з бхабхутом, він також може означати милість (прасад) Шиви, символізує собою безсмертя (амріта).
Інша посвята - лангот-санскара (дікша). Лангот являє собою пов'язку на стегнах, яку носять ті, хто дотримуються брахмачарї, крім того, в одній пов'язці на стегнах простіше практикувати хатха-йогічні методи. Деякі аскети носять тільки її, незалежно від погоди, холоду або спеки, деякі можуть прикриватися тільки легкою тканиною, наприклад, коли сплять.

## Гуру в Натха-сампрадаї
Всі ці п'ять форм санскар (дікш) в Натха-сампрадаї можуть передавати різні Гуру, вони так і називаються відповідно до дікш:
- Чоті-гуру - той, хто передає священну нитку джанеу, зістригаючи перед посвятою волосся учневі.
- Чіра-гуру - той, хто прорізає вушні раковини і вставляє сережки учневі, роблячи його даршані[28].
- Упадеши-гуру - той, хто передає мантру Баласундарі та її практику, а також повноваження брати участь у ритуалах шанкхадхалу.
- Бхабхут-гуру - той Гуру, який сам реалізований в практиці тапасу і передає її учневі, навчаючи його використовувати бхабхут.
- Лангот-гуру - той Гуру, який дає настанови учневі в практиках Брахмачарї і передає символічну пов'язку на стегна, яку учень носить, практикуючи відповідні методи.

Не всі з цих посвят є обов'язковими, часто натхи отримують тільки деякі з них. Як правило, з усіх Гуру учень вважає основним одного, але якщо учень не обрав його, то їм автоматично вважається той, хто передав джанеу (чоті-гуру). В цілому, така система дозволяє учневі глибше зануритися в Традицію, як у новий світ, в якому він отримує духовне народження і розвиток.

## Значення санньяси у натхів
Більшість індійців розглядають натхів як садху і сприймають їх як певний орден ченців, посвячені в якому є санньясінами. Так натхи позиціонуються для основної частини індійського суспільства, де санньяса розглядається як завершальна стадія життя: спочатку йде період дитинства - брахмачарья, де дитина вивчає науку про Брахман, потім стає сім'янином (ґріхастха), потім, ближче до старості, йде в ліс (ванапрастха), і вже в кінці життя індієць може прийняти санньясу і при отриманні санньяси він може носити шафрановий одяг, як символ зречення від світу, від своєї спадкової професійної джати, з переходом в джати відлюдників (при збереженні варни, якщо вона була). У санньяси брахманської варни, відмітним знаком яких є білі шати і посох-данда, наприклад, зберігаються кастові обмеження в прийомі їжі, обумовлені їх високою Варною: такий санньясі приймає їжу з брахманських рук.
Однак у внутрішньому езотеричному колі натхів посвяти розглядаються не просто як процес становлення санньясіном, тому що санньяса - частина індійського суспільства, а скоріше, як становлення авадхута або авадхи, саме так йогіни називаються в Натха-сампрадаї. Натхи - не просто один з індійських ашрамів (як елементів соціальної системи), а скоріше - вихід зі стандартної системи ашрамів, до якої відноситься і санньяса.
Так, наприклад, принципи аштанга-йоги (де яма і ніяма призначалися для Брахмачарї, асани і пранаями - для Ґріхастх, а поглиблена практика Сам'яма для ванапрастха і санньясинів) можуть відноситься і до звичайних індійців. Натхам ж немає потреби чекати приходу старості, щоб поглиблено практикувати дх'яну - всі частини йоги можна практикувати одночасно. Аштанга-йога згадується в багатьох інших джерелах - у Патанджалі, Тірумулара, в різних Тантрах, але у натхів вона має багато своїх особливостей, які найбільшим чином резонують з різними школами тантризму. Відповідно, людині, погано знайомому з Традицією, буває складно зрозуміти, чому в Непалі, наприклад, багато натхів носять шафрановий одяг і при цьому живуть як сімейні люди (зазвичай вони працюють священиками в храмах Горакшанатха, при цьому маючи сім'ю і дітей). У деяких районах Непалу, наприклад в районі Горкха, є цілі села сімейних натхів. Однак таке зустрічається не тільки в Непалі, але й в Пакистані, за деякими даними - в Афганістані, хоча і з місцевими особливостями; є також сімейні натхи і в Індії, але там вони зустрічаються рідше. Ймовірно, це обумовлено такими факторами, як вплив усталених звичаїв місцевого середовища з одного боку, і вплив тантричних культів з іншого. Так, наприклад, відомий в індійському тантризмі ритуал панчамакар засуджується значною частиною індійського соціуму, і багато тантриків практикують його таємно, через небажання бути засудженими в соціумі, а також у зв'язку з глибокою сакральністю самої практики.
Аналогічним чином все існує і у натхів: їм доводиться жити в індійському суспільстві, а так як санньясін для більшості індійців, не може асоціюватися з людиною, що живе сімейним життям, і людей «не від світу цього» простіше називати санньясінами і садху, то можливо, багато сімейних натхів воліють до нестандартного способу життя, що поєднує атрибути і життя садху і сімейного життя. Проте, є чимало і тих, хто воліє альтернативу сімейному життю, і тому багато наочних прикладів, наприклад, в місті Пушкар (штат Раджастхан) спеціально було побудовано два храми Горакшанатху (в одному можуть жити несімейні натхи, а в іншому - сімейні). Зазвичай терміном джогі називають сімейних натхів, а йогі - несімейних, але в більшості випадків, мало хто приділяє увагу назвам.

## Деякі правила та звичаї
У Натха-сампрадаї є багато правил та звичаїв. Наприклад, йогіни не можуть підстригати вуса і бороду, оскільки це вважається «причепурюванням» і віддаленням від природного єства; якщо йогін хоче постригтися, то він повністю зістригає волосся[30]. Йогін повинен приходити в храм з покритою головою в знак поваги до Божества або Учителя. У Натха-сампрадаї небажано щоб чоловік передавав жінкам посвяти, що пов'язані з тапасом (лангот, чіра і т п.). Як і навпаки, жінці (якщо вона є Гуру) - чоловікам. Проте, в таких країнах як Непал або Пакистан, часто цих правил не дотримуються. В Індії ж, при їх порушенні уповноважені особи Натха-сампрадаі можуть покарати порушників штрафами або ж забороною на відвідування ряду священних заходів, таких як Патрадевата.

## Основні організації в Натха-сампрадаї
У сампрадаї існує декілька основних організацій, які виконують функції управління, спостереження, підтримують розвиток і поширення традиції. Зазвичай за порядком в Натха-сампрадаї стежить організація, відома як Джамат. Вона може складатися з невеликої кількості Натха-йогинів, які постійно переміщаються по всій Індії, зупиняючись не більше трьох днів у відомих натхівских храмах або місцях, де можуть проживати натхи. Джамат також може давати благословення на відкриття храмів, призначати тих чи інших йогинів доглядачами храмів (махантами) тощо. Як правило, Джамат відвідує всі збори і свята натхів.
Інша організація, що відповідає за фінансове, політичне, прозелітичне і т. д. підтримання Натха-сампрадаї - Всеїндійське об'єднання 12 йогічих пантхів. Її основу складають патріархи сампрадаї - великі маханти храмів, йогіни, чистота і йогічні якості яких визнані всіма натхами. Три головні посади в цій організації називаються «сабхапаті», «упа-сабхапаті» і «махамантрі», і на даний момент, резиденції цих йогинів знаходяться відповідно в Горакхпурі (Уттар Прадеш), в Рохтаку (Хар'яна) і Харідварі (Уттаракханд). Патріархи стежать за тим, щоб натхізм був доступний людям, які мало знайомі з цим напрямком. Також вони організовують зустрічі (махасабха) різних йогинів, на яких обговорюють організаційні питання, наприклад, призначення когось на посаду маханта у відоме для Традиції місце, організація свят, таких як Кумбха-Мела тощо.

## Натхи за межами Індії
На даний момент, крім численних індійців існують також посвячені в традицію натхів і з інших країн, таких як США, Росія, Австралія і країни Європи. У Росії, першим хто отримав ініціації у Натха-сампрадаї і право передавати дікшу в традиції, став Гуру Йогі Матсьєндранатх (Максим Захаркін). Через нього багато росіян та українців познайомилися з натха-сампрадаєю, він вперше організував приїзд Гуру Традиції Натхів, Йогі Віласнатха Махараджа, відомого своїми численними книгами, присвяченими натхізму та іншими заслугами. Під час свого приїзду Гуру Шрі Віласнатхджі передав чіра-дікши чотирьом практикуючим. Пізніше в Росії з'явилася і перша жінка, яка отримала чіра-дікшу в Традиції Натхів - Йогі Лакшмінатх Махарадж. Згодом деякі з цих садхаків (практикуючих) стали визнаними Гуру в Натха-сампрадаї:
- Йогі Алламанатх Махарадж (Росія, навчає Традиції у Москві)
- Йогі Лакшмінатх Махарадж (Росія, навчає Традиції у Москві)
- Йогі Локанатх Махарадж (Росія, його школа знаходиться у Челябінську)

В них є не тільки свої школи йоги, а й посвячені учні.
Існує велика кількість учнів, які отримали аугхарську дікшу у Йогі Матсьєндранатха, а також в інших індійських Гуру в Натха-сампрадаї.